# Lilla (colore)
Il lilla o lillà è un colore della gamma del viola. Può infatti essere considerato come un viola chiaro, illuminato. Il nome deriva dai fiori di lillà, che hanno questo colore nella varietà più comune. In altre varietà il colore può essere però più scuro o più chiaro, sino ad arrivare al bianco.

## Lilla scuro
A destra è mostrato il colore lilla scuro.
Questo tono più scuro di lilla è quello generalmente indicato come lila in lingua tedesca, anziché il colore più chiaro mostrato sopra.
Il lilla è un colore che a molti sembra chiaro e ad altri sembra scuro.
Lo si considera un colore chiaro in relazione alla pianta da cui deriva il colore.

## Uso e simbolismo
- Il lilla viene a volte associato alla bisessualità, in quanto colore intermedio tra il rosa (femminile) e il blu (maschile).
- È il colore della divisa ufficiale della società calcistica A.C. Legnano.
- È il colore che contraddistingue la Linea 5 della Metropolitana di Milano.